# Lionel Collet
Lionel Rémy Collet, né le 21 juin 1954, est un médecin, psychiatre et ORL français.

## Biographie
Lionel Collet est professeur des universités-praticien hospitalier (PU-PH) de 1992 à 2013. De 2000 à 2012, il est chef du service d’audiologie et d’explorations oro-faciales des Hospices civils de Lyon. Il dirige également le laboratoire de recherche Neurosciences et systèmes sensoriels (CNRS UMR 5020) de 1991 à 2006, le groupement de recherche CNRS GDR 2213 Prothèses auditives de 2000 à 2004, et siège comme membre du Comité national de la recherche scientifique (CoNRS) de 1995 à 2004.
Lionel Collet occupe le poste de président de l'université Claude Bernard Lyon 1 entre 2006 et 2011, et de président de la Conférence des présidents d'université (CPU) du 18 décembre 2008 au 16 décembre 2010.
Lionel Collet est directeur de cabinet de la ministre de l'Enseignement supérieur et de la Recherche Geneviève Fioraso du 18 mai 2012 au 1er octobre 2013, puis il est conseiller d'État. Depuis 2013, il est nommé administrateur au conseil d'administration de l'Institut Curie.
Le 26 mai 2017, Lionel Collet devient conseiller spécial de la ministre des solidarités et de la santé Agnès Buzyn. Le 1er mars 2018, il quitte ses fonctions de conseiller spécial et retourne au Conseil d'État,.
Le 17 décembre 2021, Lionel Collet est nommé à la présidence du Conseil national de la certification périodique (instance chargée de « définir la stratégie, le déploiement et la promotion de la certification périodique » pour les professions de santé dotées d’un ordre).
Le 15 mars 2023, il est proposé par le président de la République pour la présidence de la Haute Autorité de santé (HAS), afin de succéder à Dominique Le Guludec.[source insuffisante]
Le 12 avril 2023, l'Assemblée nationale a donné un avis favorable à la nomination de Lionel Collet à la présidence de la Haute Autorité de santé lors d'une réunion de la Commission des Affaires sociales. Sur 33 votants, il a reçu 27 avis favorables contre 6 avis défavorables.
Le 20 avril, il devient officiellement président de la Haute Autorité de santé, à la suite de la publication d'un décret du président de la République.

## Distinctions
- 2010 :  Chevalier de la Légion d'honneur[16].
- 2022 :  Officier de la Légion d'honneur[17]